# Рецептор липопротеинов низкой плотности
Рецептор липопротеинов низкой плотности (ЛПНП-рецептор, англ. low density lipoprotein receptor, LDL Receptor) — белок, опосредующий эндоцитоз липопротеинов низкой плотности, обогащённых холестерином. ЛПНП-рецептор представляет собой мембранный белок, специфически распознающий апоВ-100 и апоЕ. За открытие этого важнейшего рецептора липидного метаболизма Майкл Браун и Джозеф Голдштейн получили Нобелевскую премию по физиологии и медицине в 1985 году. Это стало результатом их работ по наследственной гиперхолестеринемии.

## Синтез и функции рецептора
ЛПНП-рецептор синтезируется практически во всех ядерных клетках организма. Активация или ингибирование транскрипции белка регулируется уровнем холестерина в клетке. При недостатке холестерина клетка инициирует синтез ЛПНП-рецептора, а при избытке — наоборот, блокирует его. ЛПНП-рецептор синтезируется на рибосомах эндоплазматического ретикулума и модифицируется в аппарате Гольджи, после чего в составе везикул транспортируется к мембране клетки.
В клеточной мембране ЛПНП-рецептор локализован в клатриновых кавеолах (англ. clathrin-coated pits). Два основных лиганда этого рецептора — это апоВ-100 и апоЕ. При взаимодействии с лигандом рецептор связывает холестерин ЛПНП через адаптин, при этом кавеола замыкается в везикулу и уходит с поверхности клетки внутрь в процессе эндоцитоза. После этого рецептор либо деградирует в лизосомах, либо рециркулирует опять к мембране. Около 70 % ЛПНП поглощается за счёт рецепторного эндоцитоза клетками печени. Так как избыточные ЛПНП значительно повышают риск атеросклероза из-за неспецифического накопления в стенках сосудов, ЛПНП-рецептор является одним из важнейших регуляторных элементов обмена липидов крови.

## Структура
ЛПНП-рецептор состоит из нескольких независимых доменов и участков. Он включает лиганд — связывающий домен, предшественник эпидермального фактора роста — подобный домен (англ. epidermal growth factor precursor homology domain, EGFP domain), домен с высоким уровнем гликозилирования, трансмембранный участок и С-концевой цитозольный участок. Первые три домена находятся с наружной стороны клетки, то есть являются внеклеточными.
- Лиганд — связывающий домен — находится на N-конце молекулы белка. Он состоит из 7 повторяющихся фрагментов (около 40 аминокислот каждый) с 50 % степенью гомологии. Фрагменты связаны друг с другом дисульфидными связями и координированы ионом кальция Ca2+. Они образуют октагональную структуру, которая связывает лиганд. Для связывания апоВ необходимы повторы 2—7, которые как бы «охватывают» ЛПНП. Для связывания апоЕ нужен только повтор 5, который считается самым древним повтором и предшественником остальных.
- EGFP — подобный домен — имеет 30 % гомологию с EGFP и состоит из 3 повторов: A, B и C. Первые два повтора тесно связаны друг с другом, а повтор С структурно отделён от них и участвует в процессе высвобождения лиганда. Когда лиганд-рецепторный комплекс попадает в эндосому и кислотность окружения опускается до pH 5.0, повтор С EGFP-подобного домена входит в контакт с лигандом и удаляет его из комплекса.
- Третий домен ЛПНП-рецептора высокогликозилирован и предположительно эволюционно появился для вынесения лиганд-связывающего домена за пределы внеклеточного матрикса. Однако удаление этого домена из молекулы не изменяет активность рецептора.
- Трансмембранный фрагмент состоит из гидрофобных аминокислот и пересекает клеточную мембрану.
- Наконец, С-концевой участок ЛПНП-рецептора локализован в цитоплазме клетки и содержит сигнальную последовательность, ответственную за интернализацию рецептора.

## Ген
Ген ЛПНП-рецептора состоит из 18 экзонов. Первый экзон содержит сигнальную последовательность для транспорта белка от эндоплазматического ретикулума к плазматической мембране. Экзоны 2—6 кодируют лиганд-связывающий домен; экзоны 7—14 — EGFP-подобный домен; экзон 15 — гликозилируемый участок; экзоны 16—17 — трансмембранный участок; наконец, экзоны 17—18 кодируют цитозольный участок.